# Cantón de Champs-sur-Tarentaine-Marchal
El cantón de Champs-sur-Tarentaine-Marchal era una división administrativa francesa, que estaba situada en el departamento de Cantal y la región de Auvernia.

## Composición
El cantón estaba formado por cuatro comunas:
- Beaulieu
- Champs-sur-Tarentaine-Marchal
- Lanobre
- Trémouille

## Supresión del cantón de Champs-sur-Tarentaine-Marchal
En aplicación del Decreto nº 2014-149 de 13 de febrero de 2014, el cantón de Champs-sur-Tarentaine-Marchal fue suprimido el 22 de marzo de 2015 y sus 4 comunas pasaron a formar parte del nuevo cantón de Ydes.